# افشاری مرکب
افشاری مرکب نام کنسرت گروه عارف در ایران و اروپا به آهنگسازی و سرپرستی پرویز مشکاتیان و آواز ایرج بسطامی می‌باشد که در زمستان سال ۱۳۶۸ تحت عنوان یک آلبوم موسیقی سنتی منتشر شده‌است. این آلبوم نخستین اثر منتشر شده از ایرج بسطامی می‌باشد. در این آلبوم اشعاری از سعدی و حافظ تنظیم و نواخته شده‌است.

## شرح

### هنرمندان

جلد قدیمی آلبوم افشاری مرکب

- ایرج بسطامی: آواز
- پرویز مشکاتیان: سنتور
- بیژن کامکار: رباب، دف
- محمدعلی کیانی نژاد: نی
- ارسلان کامکار: بربط
- اردشیر کامکار: کمانچه، قیژک
- محمد فیروزی: بربط
- ارژنگ کامکار: تنبک
- کیوان ساکت: تار
- سیامک نعمت ناصر: تار
- بهرام ساعد: تار
- کوروش بابایی: کمانچه

### فهرست آهنگها
- تصنیف ای مجلسیان (بر اساس ترانۀ کُردی «نازیله» از علی مردان)، شعر سعدی شیرازی)
- سنتور و آواز درآمد، جامه‌دران (شعر سعدی شیرازی)
- دل‌انگیزان - اجرای گروه (ساخته پرویز مشکاتیان)
- تار و آواز عراق و نهیب (شعر سعدی شیرازی)
- گلنوش - اجرای گروه (ساخته پرویز مشکاتیان)
- تکنوازی سنتور
- نی و آواز دشتستانی (شعر باباطاهر)
- تصنیف نفس باد صبا (شعر حافظ شیرازی)
- کمانچه و آواز سه‌گاه (شعر حافظ شیرازی)
- تصنیف الا یا ایها الساقی (شعر حافظ شیرازی)

### اشعار

#### متن تصنیف ای مجلسیان
| بر من که صبوحی زده‌ام خرقه حرامست       |  | ای مجلسیان راه خرابات کدامست       |
| با چون تو حریفی به چنین جای در این وقت |  | گر باده خورم خمر بهشتی نه حرامست   |
| دردا که بپختیم در این سوز نهانی        |  | وان را خبر از آتش ما نیست که خامست |

سعدی شیرازی

#### متن تصنیف نفس باد صبا
| نفس باد صبا مشک فشان خواهد شد      |  | عالم پیر دگرباره جوان خواهد شد            |
| ارغوان جام عقیقی به سمن خواهد داد  |  | چشم نرگس به شقایق نگران خواهد شد          |
| این تطاول که کشید از غم هجران بلبل |  | تا سراپرده گل نعره زنان خواهد شد          |
| مطربا مجلس انس است غزل خوان و سرود |  | چند گویی که چنین رفت و چنان خواهد شد      |
| گل عزیز است غنیمت شمریدش صحبت      |  | که به باغ آمد از این راه و از آن خواهد شد |

حافظ شیرازی

#### متن تصنیف الا یا ایها الساقی
| الا یا ایها الساقی ادر کاسا و ناولها   |  | که عشق آسان نمود اول ولی افتاد مشکلها   |
| به بوی نافهای کآخر صبا زآن طره بگشاید  |  | ز تاب جعد مشکینش چه خون افتاد در دلها   |
| به می سجاده رنگین کن گرت پیر مغان گوید |  | که سالک بیخبر نبود ز راه و رسم منزلها   |
| شب تاریک و بیم موج و گردابی چنین هایل  |  | کجا دانند حال ما سبک باران ساحلها       |
| همه کارم ز خود کامی به بدنامی کشید آخر |  | نهان کی ماند آن رازی کز او سازند محفلها |

حافظ شیرازی